# 塔恩河畔利勒
塔恩河畔利勒（法語：Lisle-sur-Tarn，法語發音：[lil syʁ taʁn]）是法国奥克西塔尼大区塔恩省的一个市镇，属于阿尔比区。

## 地理
塔恩河畔利勒（43°51'13"N, 1°48'40"E）面积86.56 平方千米，位于法国奧克西塔尼大區塔恩省，该省份为法国南部内陆省份，北起顺时针与阿韦龙省、埃罗省、奥德省、上加龙省和塔恩-加龙省接壤。
与塔恩河畔利勒接壤的市镇（或旧市镇、城区）包括：卡斯泰尔诺-德蒙米拉勒、加亚克、卢皮亚克、蒙唐斯、皮塞尔西、拉巴斯唐斯、萨尔瓦尼亚克。

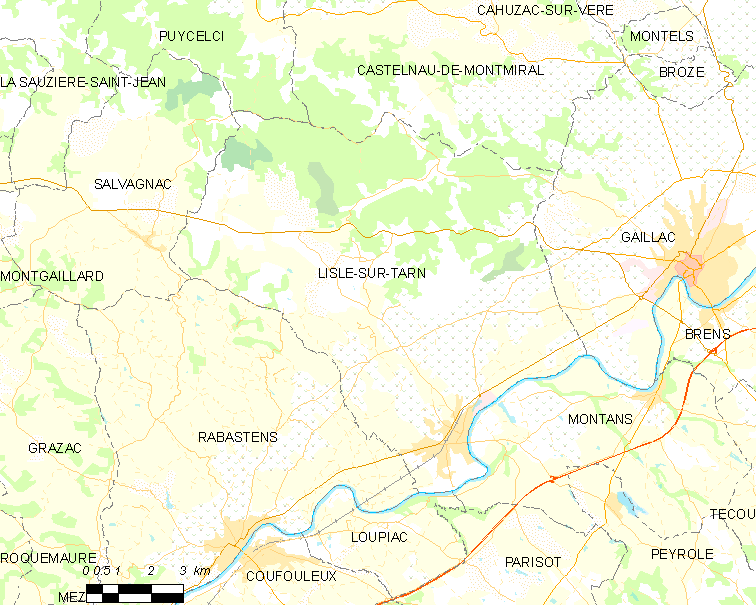
塔恩河畔利勒的OSM定位图

塔恩河畔利勒的时区为UTC+01:00、UTC+02:00（夏令时）。

## 行政
塔恩河畔利勒的邮政编码为81310，INSEE市镇编码为81145。

## 政治
塔恩河畔利勒所属的省级选区为葡萄园与城堡庄园县。

## 人口

1962-2008年间塔恩河畔利勒人口变化图示

塔恩河畔利勒于2022年1月1日时的人口数量为4857人。